# Druckwasser (Deichbau)
Als Druckwasser bezeichnet man im Deichbau neben dem eingedeichten Gewässer  nach oben drückendes Grundwasser. 

## Grundlagen
Druckwasser ist ein typisches Phänomen in Flussniederungen mit eingedeichten Flüssen. Steigt im Fluss der Wasserstand höher als das ihn umgebende Land, was wegen der Deiche ohne Überflutung der Niederung möglich ist, so übt der hohe Flusswasserstand einen Druck auf das normalerweise in den Fluss langsam einströmende Grundwasser aus.
Diese Druckerhöhung hindert das zuströmende Grundwasser am Abfließen einerseits, es kommt letztlich auch zu einem Gegenfluss aus dem Strom andererseits. Beides führt zu einem Anstieg von Grundwasserseen in der Flussniederung. Soweit der Druck ausreicht, um das Wasser aus den Kies- und Sandschichten durch Deckschichten aus wasserundurchlässigerem lehmigen und tonigen Boden zu drücken, kommt es zur Bildung von Druckwasserstellen oder -seen.
Wird in Stromnähe der Druck so stark, dass Deckschichten aufgebrochen werden, kann es zu hydraulischen Grundbrüchen kommen, durch die eine solche Menge Grundwasser strömt, dass das eingedeichte Gebiet überschwemmt wird. Es entsteht praktisch ein temporärer Artesischer Brunnen. 

### Druckwassersenken als Lebensraum

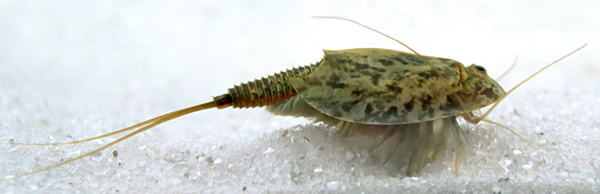
Triops, ein typischer Bewohner von Druckwassersenken

An Stellen, an denen Druckwasser häufiger auftritt, existieren häufig spezielle Pflanzen und Krebse, die imstande sind als Samen, bzw. als Eier sehr lange Trockenzeiten zu überstehen. Am Rhein z. B. kommen in Druckwassersenken Blattfußkrebse (Branchiopoda) vor, etwa ein Vertreter der Kiemenfußkrebse, Triops cancriformis, und der Linsenkrebs (Limnadia lenticularis).

### Verminderung von Druckwasser, Hochwasserschutz, Polder
Um größere Schäden für die Landwirtschaft oder Bebauungen in der Flussniederung zu verhindern, werden in einigen Gebieten betroffene Flächen drainagiert und anstehende Wasser über Pumpwerke in den höher gelegenen Fluss gepumpt. Dies ist im Hinblick auf die Vielzahl baulich bzw. wirtschaftlich genutzter Niederungen problematisch für Hochwasserlagen.
Die Angst, dass es vermehrt zu Druckwasserschäden in Kellern kommt, taucht z. B. immer wieder in Klagen von Anwohnern oder Gemeinden gegen Hochwasserschutzpolder auf.